# Joseba Andoni Agirretxea Urresti
Joseba Andoni Agirretxea Urresti (Ondarroa, Biscaia, 6 d'agost de 1966) és un polític espanyol, membre del  Èuscar. Va ser regidor a Ondarroa i és diputat en el Congrés dels Diputats des de la IX legislatura d'Espanya.

## Trajectòria
Nascut a Ondarroa, als 17 anys es va afiliar a EGI, les joventuts del PNV i dos anys més tard va ocupar una regidoria a l'Ajuntament, càrrec que va mantenir fins a 1990. Va cursar estudis de Filologia Basca en la Universitat de Deusto però va dirigir la seva carrera professional al món de la comunicació, on va treballar durant dotze anys a ETB i Ràdio Euskadi.
Després d'iniciativa de Joseba Egibar Artola, va començar com a assessor en les Juntes Generals de Guipúscoa i posteriorment nomenat per l'Assemblea General del PNV portaveu del partit. Més tard ha treballat com a assessor de Comunicació en la Secretaria General d'Acció Exterior del Govern Basc. Membre de l'Assemblea Nacional del PNV, ha estat diputat durant la IX, X, XI i XII legislatures en el Congrés dels Diputats.